# 14년식 권총
14년식 권총(일본어: 十四年式拳銃 쥬요넨시키켄쥬[*]), 또는 난부 권총(南部拳銃)은 '일본 제국의 존 브라우닝'으로 불렸던 '난부 기지로'가 제작하여 제 1차 세계 대전, 제 2차 세계 대전 당시 쓰였던 일본의 자동 권총이다. 난부 기지로가 제작에 직접 참여하진 않고, 디자인 등을 맡았다. 외형적으로 독일의 루거 P-08과 유사하며, 실제로 양자 간 모방의 관계는 밝혀지지 않았으나 상호 간의 문제점을 공유하고 있기도 하다. 규격에 맞추어 생산된 물품은 양호한 성능을 보였다.